# مران رفيع الأوراق

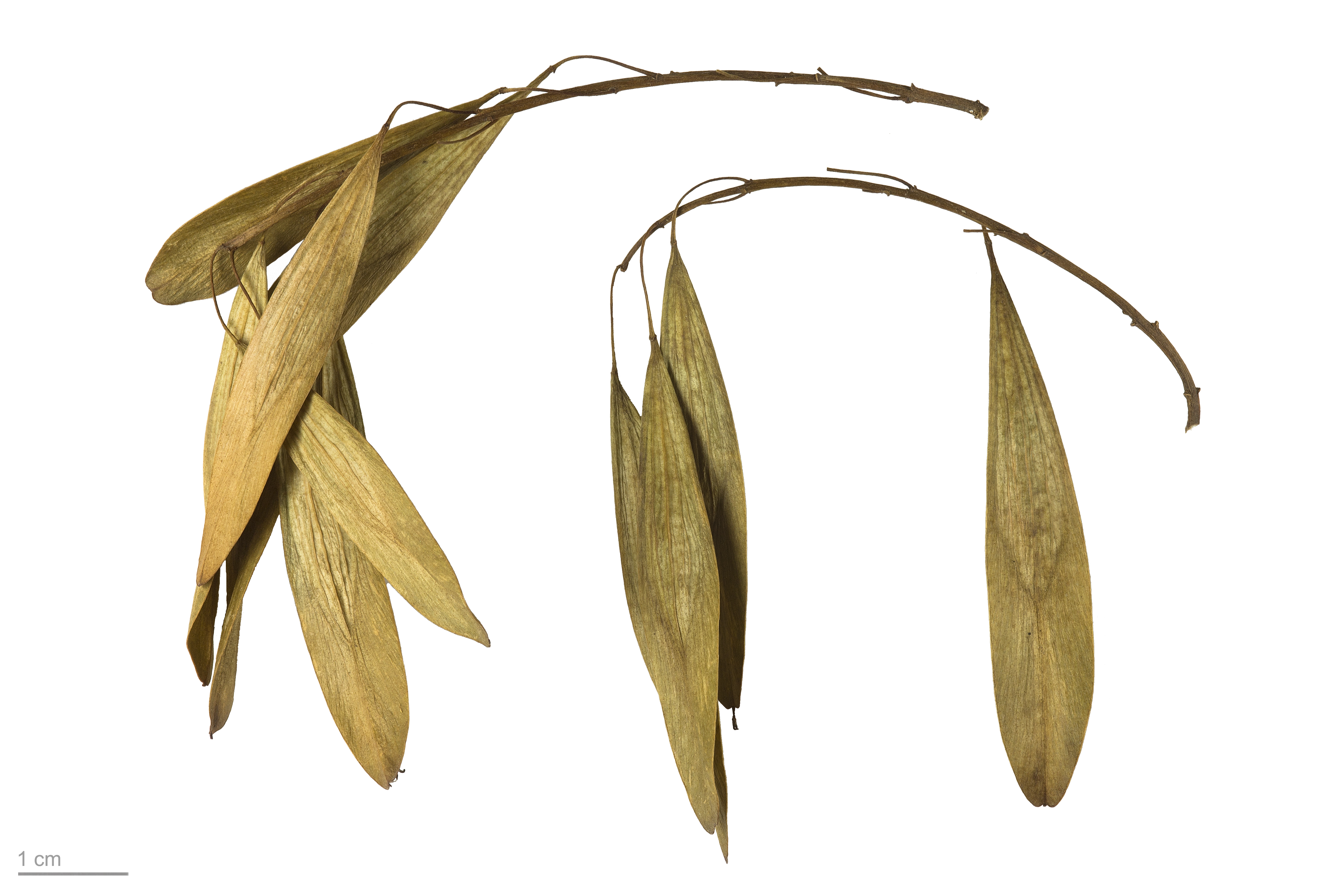
Fraxinus angustifolia

المُران الرفيع الأوراق (باللاتينية: Fraxinus angustifolia) نوع نباتي ينتمي إلى جنس المُران من الفصيلة الزيتونية.
موطنه المشرق العربي والمغرب العربي وجنوب أوروبا. توجد منه عدة ضروب مثل المران الرفيع الأوراق السوري (باللاتينية: Fraxinus angustifolia subsp. syriaca) وموطنه المشرق العربي والمران الرفيع الأوراق ضرب الرفيع الأوراق (باللاتينية: Fraxinus angustifolia subsp. angustifolia) وموطنه المغرب العربي وجنوب أوروبا والمران الرفيع الأوراق الدانوبي (باللاتينية: Fraxinus angustifolia subsp. danubialis ) والمران الرفيع الأوراق القوقازي (باللاتينية: Fraxinus angustifolia subsp. oxycarpa).

## معرض صور

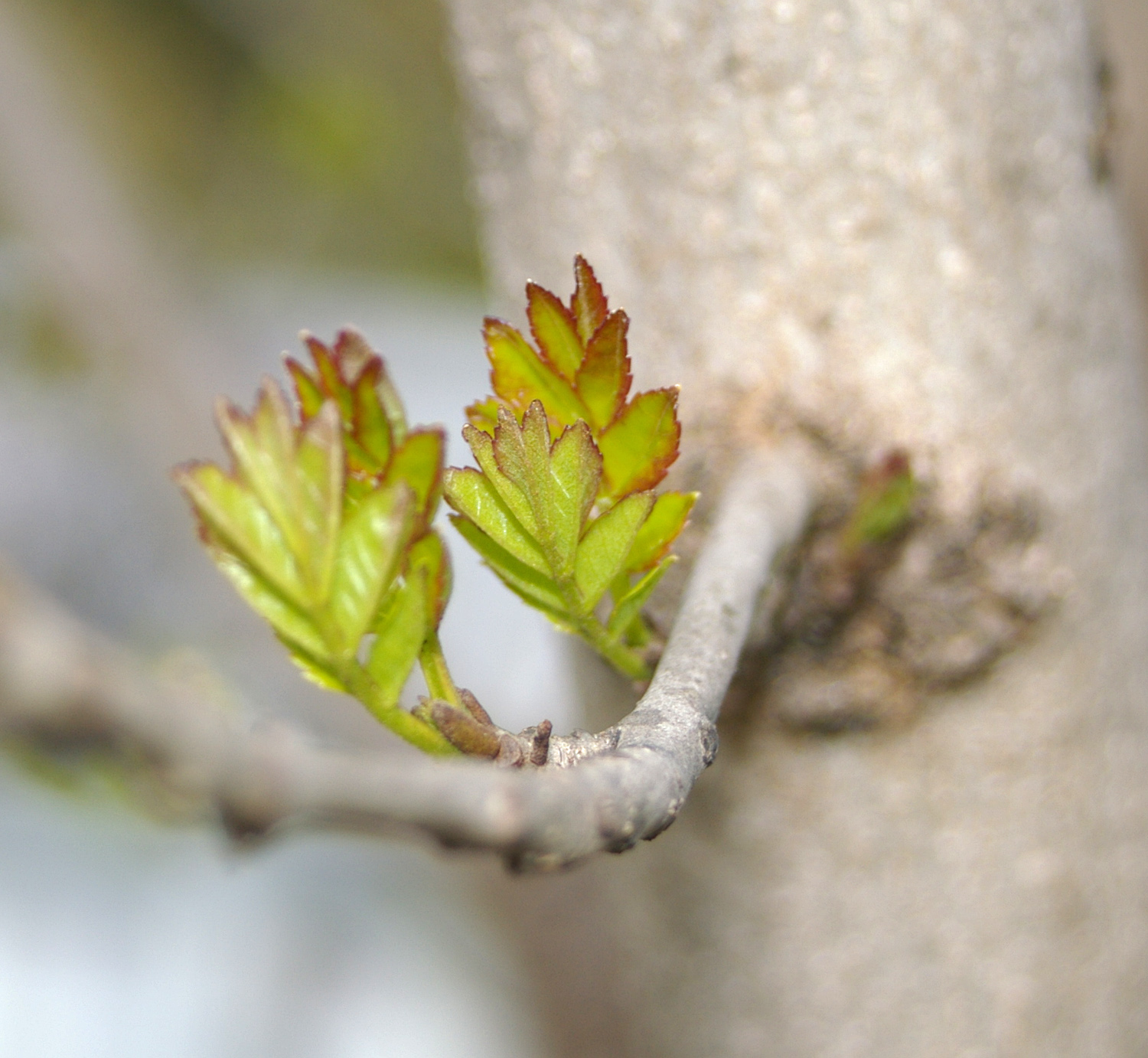
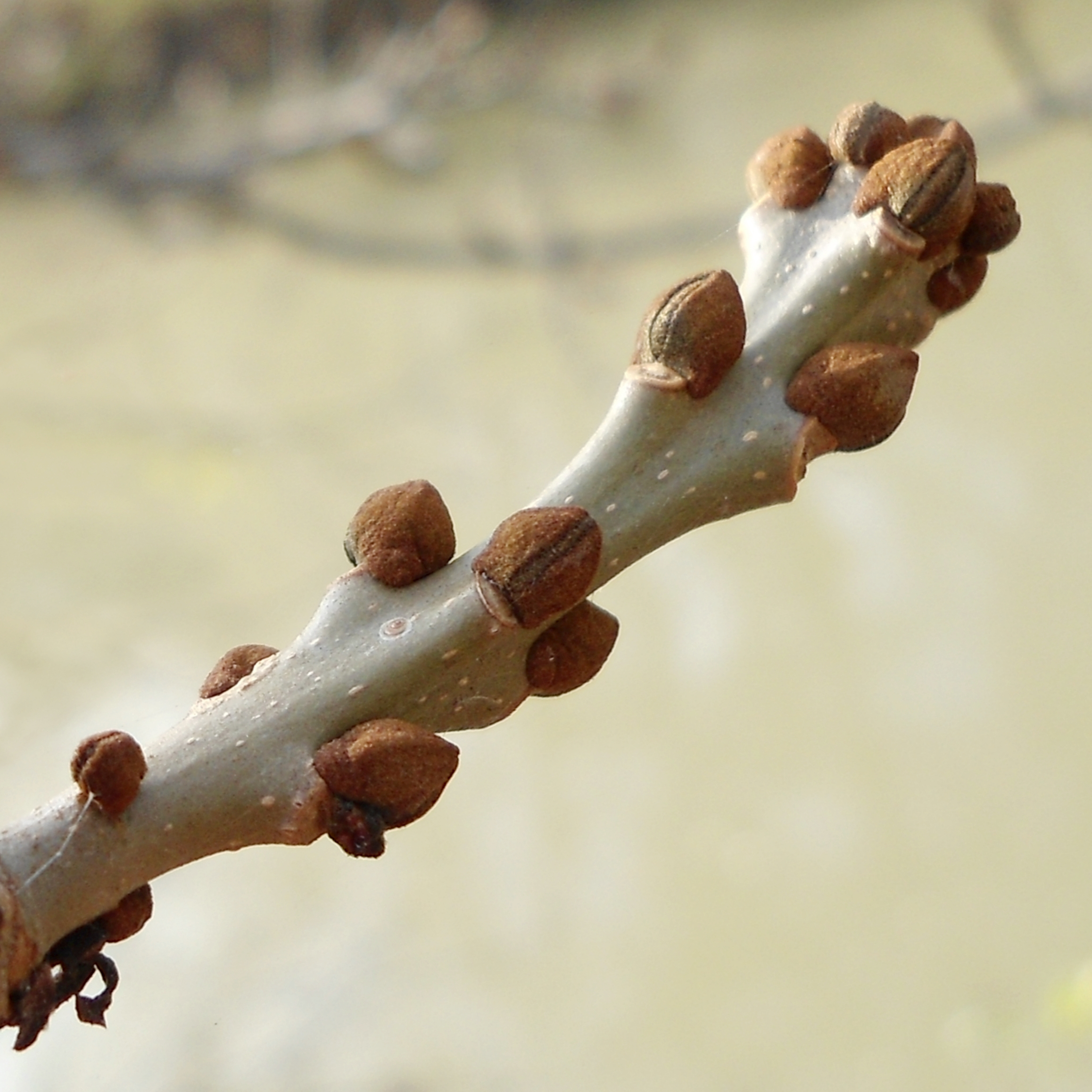
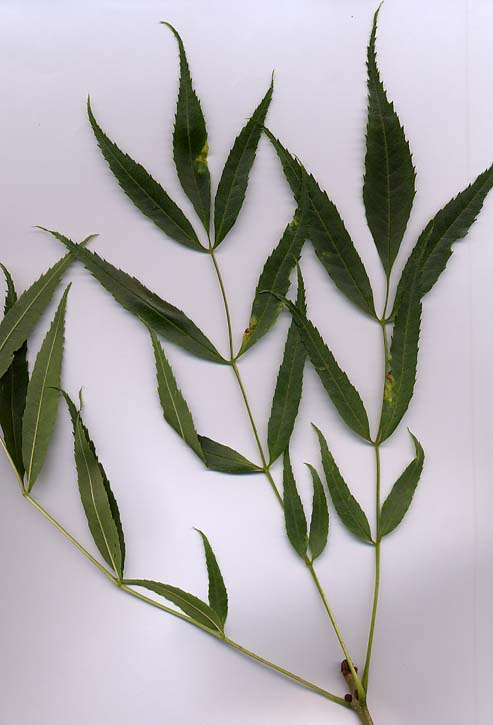
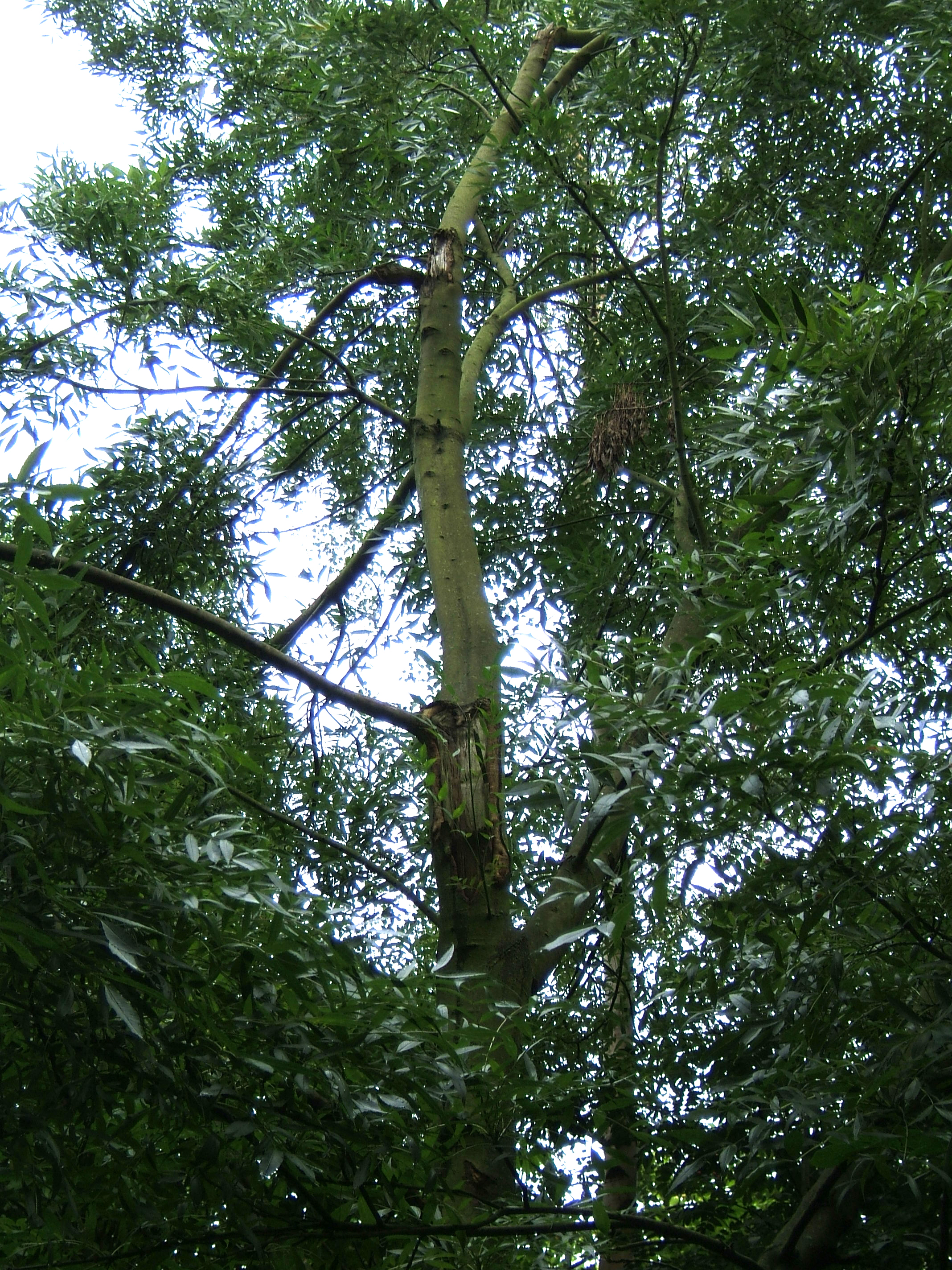